# (78661) Castelfranco
Pour les articles homonymes, voir Castelfranco.
(78661) Castelfranco est un astéroïde de la ceinture principale.

## Description
(78661) Castelfranco est un astéroïde de la ceinture principale. Il fut découvert le 2 octobre 2002 à Campo Imperatore par le projet CINEOS. Il présente une orbite caractérisée par un demi-grand axe de 2,33 UA, une excentricité de 0,03 et une inclinaison de 2,6° par rapport à l'écliptique.

## Compléments